# Ilovik
Øerne Ilovik (italiensk: Asinello) og Sveti Petar (italiensk: San Pietro) ligger i den kroatiske del af Adriaterhavet syd for øen Lošinj (Lussino), adskilt af Ilovik-strædet (kroatisk: Ilovačka vrata).

## Geografi
Den eneste landsby, der ligger på øen Ilovik, hedder også Ilovik. Øens omkreds er 15, 4 km, og har et areal på 5,8 km2. Kysten er tilgængelig fra alle sider og har mange afsondrede bugter. Den største bugt med en sandstrand er Paržine, der ligger på den sydøstlige del af øen. På stranden Parknu, ligger  en bunker fra 2. verdenskrig. Strande med lettere adgang fra landsbyen omfatter Harbac, Šoto Pini og Sidro. Også ved Šoto Pini, som betyder "under fyrretræerne", er der en lille fodboldbane. Øen har også en petanquebane.
Ilovik og Sveti Petar er adskilt af et indløb, som er 2,5 km  lang og 300 meter bred. Indløbet danner en naturlig barriere fra de fleste vinde, undtagen delvist fra sirocco og bora. Den bekvemme beliggenhed af denne havn gør den til et yndet rasteplads mellem den nordlige og sydlige del af Adriaterhavet. På kun et par timer kan man nå Istrien, Rijeka, Krk, Rab, Pag, Kornati og andre midt- dalmatiske destinationer.
I byen er der en butik, et posthus, et vekselkontor og flere restauranter.

## Vegetation
Ilovik er hovedsageligt  dækket af maki og anden middelhavsvegetation. I midten af det 20. århundrede var øen stort set blottet for vegetation på grund af omfattende gede- og kvæghold samt udnyttelse af skoven til brænde og byggeri. I de følgende årtier har en gradvis opgivelse af dyrehold og indførelse af elektricitet og flaskegasresulteret i naturlig genplantning, og i begyndelsen af det 21. århundrede var cirka 65% af øen dækket af skov og maki.
I hele byen er laurbær, rosmarin og tamarisk almindelige, og øen er kendt for sine blomstrende planter, især nerier, hvilket giver den tilnavnet "blomsternes ø". Der dyrkes også oliven og vin på øen, dog hovedsageligt til eget brug. der er fyrretræer overalt på øen, hvoraf de mest imponerende findes på den nordøstlige side.

## Historie
På grund af sin geografiske placering har havnen mellem Ilovik og Sveti Petar været brugt som en sikker ankerplads siden oldtiden, og  medførte også de første indbyggere til øerne.
De ældste spor af civilisation er fra den ilyriske stamme Liburni. Der ses også fund der dokumenterer  tilstedeværelsen af  Romerriget på øen. Der er fundet rester af romerske bygninger, mosaikker, mønter, en begravelsessarkofag samt et undervandsarkæologisk område på øen.
Et bemærkelsesværdigt træk ved Iloviks kultur er begravelsesritualerne. Efter begravelsen der afholdes på hovedøen Ilovik i kirken Saints Peter og Paul (kroatisk: Sveti Petar i Sveti Pavao), tages liget med båd til kirkegården, som ligger på den lille naboø  Sveti Petar. Murene omkring den nuværende kirkegård, dateres tilbage til det 11. århundrede og var oprindelig en del af et benediktinerkloster. Sveti Petar huser også et sommerkloster for munke af franciskanerordenen og resterne af et lille slot, som blev bygget i 1600 af Republikken Venedig. Slottet blev opført af Filippo Pasqualigo for at forsvare området mod pirater (uskoks). De første kroater ankom til Ilovik i slutningen af det 18. århundrede fra Veli Losinj, markerede begyndelsen på det moderne Ilovik.

## Turisme
Gennem årene er Ilovik blevet et populært turistmål i det nordlige Adriaterhav. Der er daglige udflugtsbåde, der kommer fra Mali Lošinj om sommeren. De vigtigste attraktioner er kirken St. Peter og Paul; de forskellige strande, især Harbac; bybrønden; og den lille landsby.
Havnen i Ilovik er blevet benyttet af sejlere fra fortiden til nutiden på grund af den naturlige havn, som beskytter sejlere mod alle vinde, især Jugo eller sydenvinden. Om sommeren er havnen spækket med yachter og sejlbåde fra byens kirkegård til det venetianske slot.